# Kerstin Andersson (konstnär)

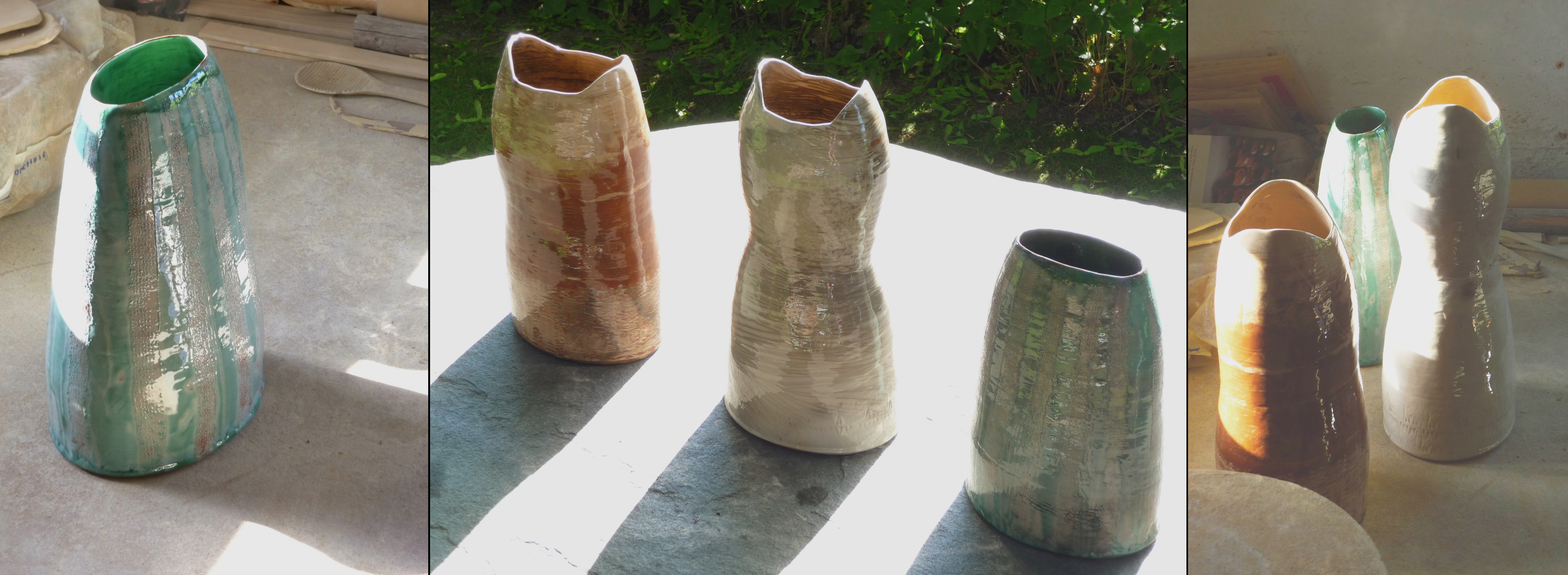

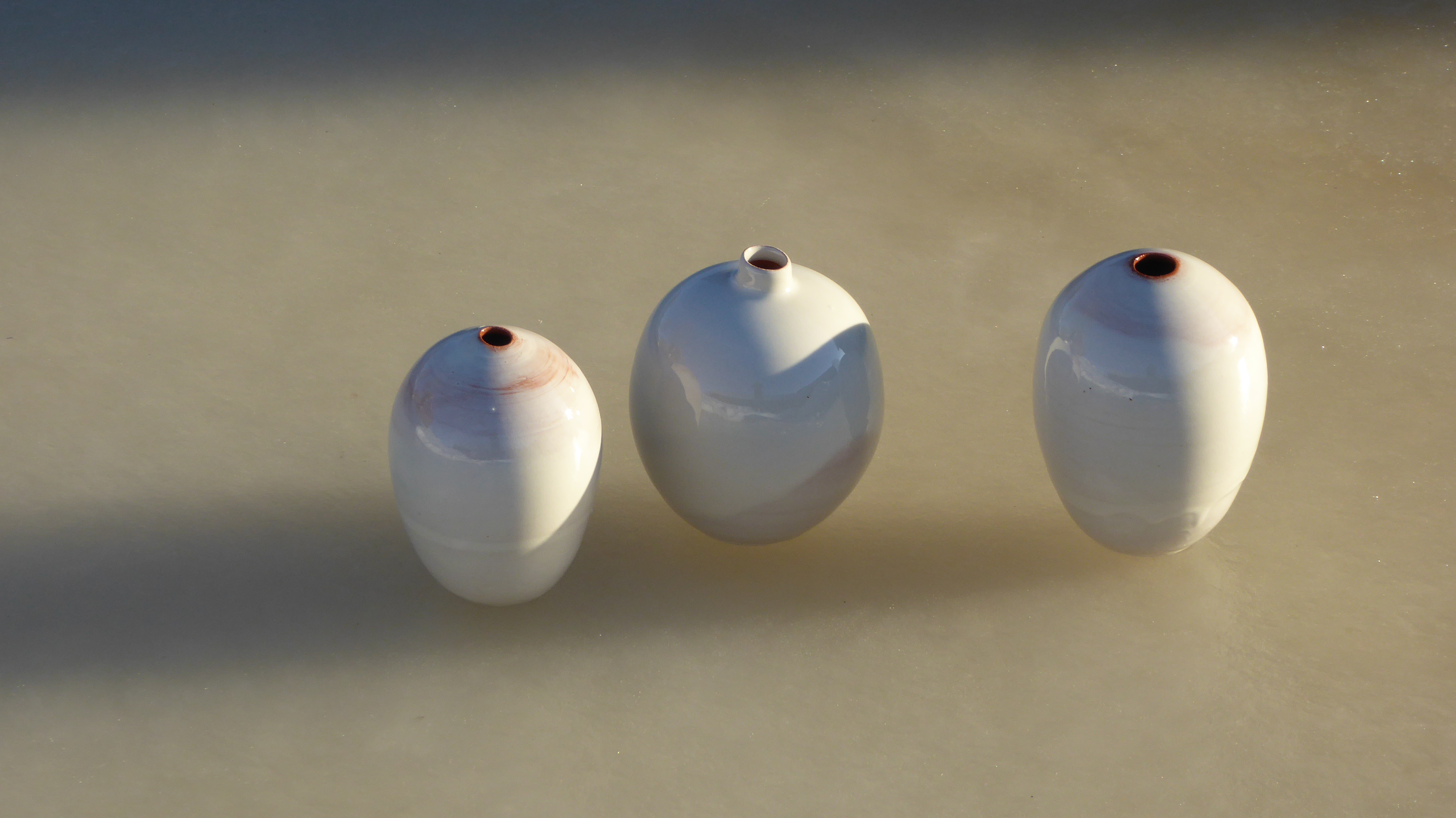

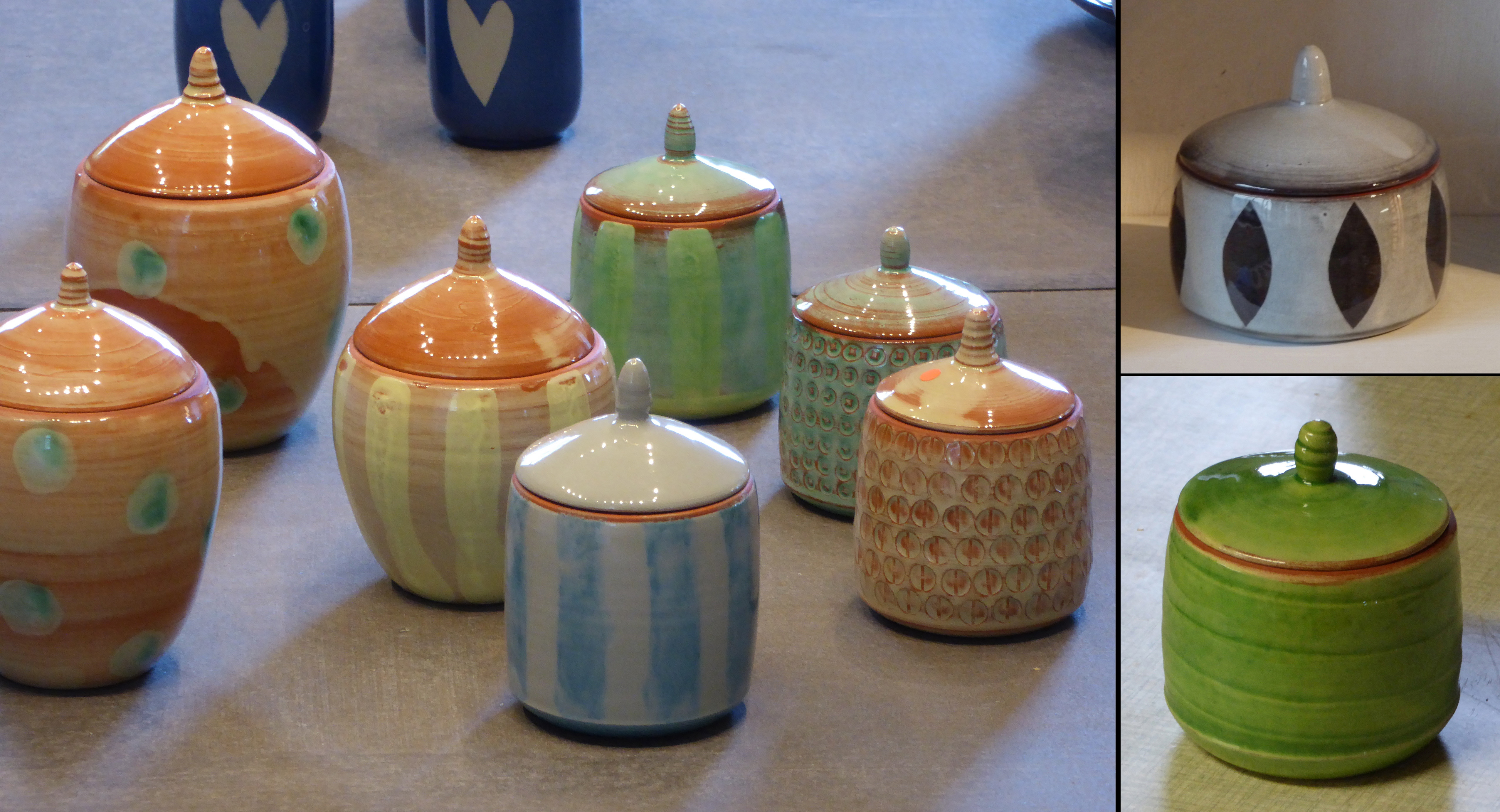

Kerstin Andersson, född 1957, är en svensk konsthantverkare. Hon har varit verksam som keramiker och konsthantverkare sedan början av 1980-talet och hon arbetar mest i rödbrännande lera. Hennes verkstad finns på gården i värmländska Brunskog där hon också bor sedan 1989.
Hon finns representerad bl.a. i Värmlands museums samlingar. Kerstin Andersson har även erhållit Statligt arbetsstipendium liksom Maja Fjaestads stipendium. Hon är sedan många år även medlem i Arvika konsthantverk.